# Danais magna
Danais magna är en måreväxtart som beskrevs av Christian Puff och P. Buchner. Danais magna ingår i släktet Danais och familjen måreväxter. Inga underarter finns listade i Catalogue of Life.